# 科科迪
科科迪（法語：Cocody，法語：[kɔkɔdi]）是科特迪瓦阿比让的一个市辖区。阿比让的的高端住宅区分布于此。科科迪是阿比让大多数富商、驻外大使和外国人居住的地方。该国最高学府费利克斯·乌弗埃-博瓦尼大学就位于科科迪。